# 増田明男
増田 明男（ますだ あきお、1950年8月23日 - ）は、ジャーナリスト。元フジテレビ解説委員（韓国・北朝鮮担当）、元アナウンサー。娘は元ニッポン放送アナウンサーの増田みのり。娘婿は放送作家の高須光聖。

## 来歴
東京都出身。東京教育大学附属駒場高等学校、埼玉大学教養学部教養学科卒業後の1973年4月、フジテレビに入社。アナウンサー職として主に報道番組、ワイドショーを担当の後、記者職に転身。外務省クラブ、外信部デスク、ソウル支局長、各番組のキャスターなど歴任。主に、列国議会同盟平壌総会で金日成主席単独取材（1991年5月）、ペルー日本大使公邸占拠事件現地取材（1996年12月）、外務省「日韓記者交流」訪韓団長として李明博ソウル市長取材（2004年10月）を含め、韓国歴代大統領などを取材した。また、韓国大使館韓国文化院＜日韓文化交流シンポジウム＞「韓流と日韓文化交流」で司会を務めた（2005年6月）。
報道局危機管理総務兼BSフジニュース編集長、客員解説委員等を経て、2017年にフジテレビを退社。現在は日本記者クラブ会員としてジャーナリスト活動を続けている。

## 出演番組

### 過去
報道・情報番組
| 期間          | 期間          | 番組名                                | 役職           | 担当日     |
| ------------- | ------------- | ------------------------------------- | -------------- | ---------- |
| 1977年6月2日  | 1978年3月30日 | 3時のあなた                           | 司会           | 木曜日     |
| 1978年10月3日 | 1982年3月29日 | リビング2                             | 進行レギュラー | 火・木曜日 |
| 1982年4月3日  | 1983年3月27日 | FNNニュースレポート5:30               | キャスター     | 土・日曜日 |
| 1982年4月3日  | 1983年3月27日 | FNNニュース・明日の天気               | キャスター     | 土・日曜日 |
| 1982年4月3日  | 1983年3月27日 | FNNニュースレポート23:30              | キャスター     | 土・日曜日 |
| 1982年4月5日  | 1984年3月27日 | FNNモーニングワイド ニュース&スポーツ | 司会           | 月・火曜日 |
| 1991年4月6日  | 1992年6月27日 | FNNニュース(19時台)                   | キャスター     | 土・日曜日 |
| 1991年4月6日  | 1992年6月27日 | FNNニュース・明日の天気               | キャスター     | 土・日曜日 |
| 1991年4月6日  | 1992年6月27日 | FNN NEWSCOM                           | キャスター     | 土・日曜日 |

その他
- ご存知ですか奥様
- メイコの暮らしと税金
- NONFIX“朝鮮半島縦断レポート～釜山から平壌まで”(1997.10)
- 産経テレニュースFNN（（FNNニュース）1989年4月 - 1992年6月、平日午後・土曜朝・土曜昼・日曜昼など。1989年6月24日土曜日朝のニュースで美空ひばり死去のニュースを伝えた）

## 関連リンク
- 解説委員の眼 フジテレビ解説委員 増田 明男